# Thierry Pomel
Pour les articles homonymes, voir Pomel.
Thierry Pomel,né le 4 octobre 1957 à Saumur, est un cavalier de saut d'obstacles français  et depuis 2019 le sélectionneur de l'équipe de France de saut d'obstacles.

## Palmarès
- 1993 : 5e par équipe aux championnats d'Europe de Hickstead en Grande-Bretagne avec  Thor des chaînes.

- 1997 : 4e par équipe aux championnats d'Europe de Mannheim en Allemagne avec  Thor des chaînes.
- 1998 : médaille d'argent en individuel et par équipe aux Jeux équestres mondiaux à Rome en Italie avec Thor des chaînes.
- 2000 : 4e par équipe aux Jeux olympiques de Sydney avec Thor des chaînes.